# Ophiostoma polonicum
Ophiostoma polonicum är en svampart som beskrevs av Siemaszko 1939. Ophiostoma polonicum ingår i släktet Ophiostoma och familjen Ophiostomataceae.  Arten är reproducerande i Sverige. Inga underarter finns listade i Catalogue of Life.